# 1 000 kilomètres de Monza 2007
Navigation
Édition précédente Édition suivante
Les 1 000 kilomètres de Monza 2007 (1 000 km di Monza), disputées le 15 avril 2007 sur l'Autodromo Nazionale di Monza, sont la cinquante-troisième édition de cette épreuve, la trentième sur un format de 1 000 kilomètres, et la première manche des Le Mans Series 2007. Elle est remportée par la Peugeot 908 HDi FAP no 7 de l'écurie Peugeot Sport.

## Course

### Classement de la course
Classement à l'issue de la course (vainqueurs de catégorie en gras), :
| Pos.   | Catégorie | N° | Écurie                             | Pilotes                                                     | Châssis/Moteur                       | Pneus | Tours |
| ------ | --------- | -- | ---------------------------------- | ----------------------------------------------------------- | ------------------------------------ | ----- | ----- |
| 1      | LMP1      | 7  | Team Peugeot Total                 | Nicolas Minassian Marc Gené                                 | Peugeot 908 HDi FAP                  | M     | 173   |
| 1      | LMP1      | 7  | Team Peugeot Total                 | Nicolas Minassian Marc Gené                                 | Peugeot HDi 5.5 L Turbo V12 (Diesel) | M     | 173   |
| 2      | LMP1      | 16 | Pescarolo Sport                    | Emmanuel Collard Jean-Christophe Boullion                   | Pescarolo 01                         | M     | 172   |
| 2      | LMP1      | 16 | Pescarolo Sport                    | Emmanuel Collard Jean-Christophe Boullion                   | Judd GV5.5 S2 5.5 L V10              | M     | 172   |
| 3      | LMP1      | 8  | Team Peugeot Total                 | Stéphane Sarrazin Pedro Lamy                                | Peugeot 908 HDi FAP                  | M     | 171   |
| 3      | LMP1      | 8  | Team Peugeot Total                 | Stéphane Sarrazin Pedro Lamy                                | Peugeot HDi 5.5 L Turbo V12 (Diesel) | M     | 171   |
| 4      | LMP1      | 17 | Pescarolo Sport                    | Harold Primat Christophe Tinseau                            | Pescarolo 01                         | M     | 170   |
| 4      | LMP1      | 17 | Pescarolo Sport                    | Harold Primat Christophe Tinseau                            | Judd GV5.5 S2 5.5 L V10              | M     | 170   |
| 5      | LMP1      | 13 | Courage Compétition                | Jean-Marc Gounon Guillaume Moreau                           | Courage LC70                         | M     | 168   |
| 5      | LMP1      | 13 | Courage Compétition                | Jean-Marc Gounon Guillaume Moreau                           | AER P32T 3.6 L Turbo V8              | M     | 168   |
| 6      | LMP2      | 27 | Horag Racing                       | Fredy Lienhard Didier Theys Eric van de Poele               | Lola B05/40                          | M     | 165   |
| 6      | LMP2      | 27 | Horag Racing                       | Fredy Lienhard Didier Theys Eric van de Poele               | Judd XV675 3.4 L V8                  | M     | 165   |
| 7      | LMP1      | 18 | Rollcentre Racing                  | Stuart Hall João Barbosa Phil Keen                          | Pescarolo 01                         | D     | 163   |
| 7      | LMP1      | 18 | Rollcentre Racing                  | Stuart Hall João Barbosa Phil Keen                          | Judd GV5.5 S2 5.5 L V10              | D     | 163   |
| 8      | LMP2      | 25 | Ray Mallock, Ltd. (RML)            | Mike Newton Thomas Erdos                                    | MG-Lola EX264                        | M     | 161   |
| 8      | LMP2      | 25 | Ray Mallock, Ltd. (RML)            | Mike Newton Thomas Erdos                                    | AER P07 2.0 L Turbo I4               | M     | 161   |
| 9      | GT1       | 72 | Luc Alphand Aventures              | Luc Alphand Jérôme Policand Patrice Goueslard               | Chevrolet Corvette C6.R              | M     | 160   |
| 9      | GT1       | 72 | Luc Alphand Aventures              | Luc Alphand Jérôme Policand Patrice Goueslard               | Chevrolet LS7.R 7.0 L V8             | M     | 160   |
| 10     | GT1       | 50 | Aston Martin Racing Larbre         | Christophe Bouchut Fabrizio Gollin Gabriele Gardel          | Aston Martin DBR9                    | M     | 159   |
| 10     | GT1       | 50 | Aston Martin Racing Larbre         | Christophe Bouchut Fabrizio Gollin Gabriele Gardel          | Aston Martin 6.0 L V12               | M     | 159   |
| 11     | GT1       | 73 | Luc Alphand Aventures              | Jean-Luc Blanchemain Sébastien Dumez Vincent Vosse          | Chevrolet Corvette C5-R              | M     | 159   |
| 11     | GT1       | 73 | Luc Alphand Aventures              | Jean-Luc Blanchemain Sébastien Dumez Vincent Vosse          | Chevrolet 7.0 L V8                   | M     | 159   |
| 12     | GT1       | 59 | Team Modena                        | Antonio García Liz Halliday (en)                            | Aston Martin DBR9                    | M     | 158   |
| 12     | GT1       | 59 | Team Modena                        | Antonio García Liz Halliday (en)                            | Aston Martin 6.0 L V12               | M     | 158   |
| 13     | GT1       | 61 | Racing Box                         | Piergiuseppe Perazzini Marco Cioci Salvatore Tavano         | Saleen S7-R                          | M     | 155   |
| 13     | GT1       | 61 | Racing Box                         | Piergiuseppe Perazzini Marco Cioci Salvatore Tavano         | Ford 7.0 L V8                        | M     | 155   |
| 14     | GT2       | 97 | G.P.C. Sport                       | Sergio Hernández Alessandro Bonetti (en) Fabrizio de Simone | Ferrari F430GT                       | P     | 154   |
| 14     | GT2       | 97 | G.P.C. Sport                       | Sergio Hernández Alessandro Bonetti (en) Fabrizio de Simone | Ferrari 4.0 L V8                     | P     | 154   |
| 15     | GT2       | 78 | Scuderia Villorba Corse            | Alex Caffi Denny Zardo                                      | Ferrari F430GT                       | P     | 154   |
| 15     | GT2       | 78 | Scuderia Villorba Corse            | Alex Caffi Denny Zardo                                      | Ferrari 4.0 L V8                     | P     | 154   |
| 16     | GT2       | 96 | Virgo Motorsport                   | Robert Bell Allan Simonsen                                  | Ferrari F430GT                       | D     | 154   |
| 16     | GT2       | 96 | Virgo Motorsport                   | Robert Bell Allan Simonsen                                  | Ferrari 4.0 L V8                     | D     | 154   |
| 17     | GT2       | 81 | Team LNT                           | Tom Kimber-Smith Danny Watts                                | Panoz Esperante GT-LM                | P     | 153   |
| 17     | GT2       | 81 | Team LNT                           | Tom Kimber-Smith Danny Watts                                | Ford (Élan) 5.0L V8                  | P     | 153   |
| 18     | GT2       | 83 | G.P.C. Sport                       | Luca Drudi Gabrio Rosa Johnny Mowlem                        | Ferrari F430GT                       | P     | 152   |
| 18     | GT2       | 83 | G.P.C. Sport                       | Luca Drudi Gabrio Rosa Johnny Mowlem                        | Ferrari 4.0 L V8                     | P     | 152   |
| 19     | GT2       | 76 | IMSA Performance Matmut            | Raymond Narac Richard Lietz                                 | Porsche 997 GT3-RSR                  | M     | 152   |
| 19     | GT2       | 76 | IMSA Performance Matmut            | Raymond Narac Richard Lietz                                 | Porsche 3.8 L Flat-6                 | M     | 152   |
| 20     | GT2       | 94 | Speedy Racing Team                 | Andrea Chiesa Jonny Kane Andrea Belicchi                    | Spyker C8 Spyder GT2-R               | D     | 151   |
| 20     | GT2       | 94 | Speedy Racing Team                 | Andrea Chiesa Jonny Kane Andrea Belicchi                    | Audi 3.8 L V8                        | D     | 151   |
| 21     | GT2       | 77 | Team Felbermayr-Proton             | Marc Lieb Xavier Pompidou                                   | Porsche 997 GT3-RSR                  | M     | 151   |
| 21     | GT2       | 77 | Team Felbermayr-Proton             | Marc Lieb Xavier Pompidou                                   | Porsche 3.8L Flat-6                  | M     | 151   |
| 22     | LMP1      | 12 | Courage Compétition                | Alexander Frei Jonathan Cochet                              | Courage LC70                         | M     | 150   |
| 22     | LMP1      | 12 | Courage Compétition                | Alexander Frei Jonathan Cochet                              | AER P32T 3.6 L Turbo V8              | M     | 150   |
| 23     | LMP2      | 31 | Binnie Motorsports                 | William Binnie Allen Timpany Chris Buncombe                 | Lola B05/42                          | K     | 150   |
| 23     | LMP2      | 31 | Binnie Motorsports                 | William Binnie Allen Timpany Chris Buncombe                 | Zytek ZG348 3.4 L V8                 | K     | 150   |
| 24     | GT2       | 92 | Thierry Perrier Perspective Racing | Philippe Hesnault Anthony Beltoise Nigel Smith (en)         | Porsche 997 GT3-RSR                  | D     | 149   |
| 24     | GT2       | 92 | Thierry Perrier Perspective Racing | Philippe Hesnault Anthony Beltoise Nigel Smith (en)         | Porsche 3.8L Flat-6                  | D     | 149   |
| 25     | LMP1      | 14 | Racing for Holland                 | David Hart Jan Lammers Jeroen Bleekemolen                   | Dome S101.5                          | M     | 146   |
| 25     | LMP1      | 14 | Racing for Holland                 | David Hart Jan Lammers Jeroen Bleekemolen                   | Judd GV5.5 S2 5.5 L V10              | M     | 146   |
| 26     | GT2       | 90 | Farnbacher Racing                  | Pierre Ehret Dirk Werner Lars-Erik Nielsen                  | Porsche 997 GT3-RSR                  | P     | 144   |
| 26     | GT2       | 90 | Farnbacher Racing                  | Pierre Ehret Dirk Werner Lars-Erik Nielsen                  | Porsche 3.8 L Flat-6                 | P     | 144   |
| 27     | LMP2      | 35 | Saulnier Racing                    | Jacques Nicolet Alain Filhol Bruce Jouanny                  | Courage LC75                         | M     | 143   |
| 27     | LMP2      | 35 | Saulnier Racing                    | Jacques Nicolet Alain Filhol Bruce Jouanny                  | AER P07 2.0 L Turbo I4               | M     | 143   |
| 28     | GT2       | 79 | Team Felbermayr-Proton             | Gerold Ried Horst Felbermayr Sr. Philip Collin              | Porsche 911 GT3-RSR                  | M     | 143   |
| 28     | GT2       | 79 | Team Felbermayr-Proton             | Gerold Ried Horst Felbermayr Sr. Philip Collin              | Porsche 3.6L Flat-6                  | M     | 143   |
| 29     | LMP2      | 44 | Kruse Motorsport                   | Tony Burgess Jean de Pourtales (en) Norbert Siedler (en)    | Pescarolo 01                         | K     | 139   |
| 29     | LMP2      | 44 | Kruse Motorsport                   | Tony Burgess Jean de Pourtales (en) Norbert Siedler (en)    | Judd XV675 3.4 L V8                  | K     | 139   |
| 30     | LMP1      | 15 | Charouz Racing System              | Jan Charouz Stefan Mücke                                    | Lola B07/17                          | M     | 138   |
| 30     | LMP1      | 15 | Charouz Racing System              | Jan Charouz Stefan Mücke                                    | Judd GV5.5 S2 5.5 L V10              | M     | 138   |
| 31     | GT2       | 84 | Chad Peninsula Panoz               | John Harsthorne Sean McInerney Michael McInerney            | Panoz Esperante GT-LM                | P     | 134   |
| 31     | GT2       | 84 | Chad Peninsula Panoz               | John Harsthorne Sean McInerney Michael McInerney            | Ford (Élan) 5.0 L V8                 | P     | 134   |
| 32     | GT2       | 99 | JMB Racing                         | Paolo Maurizio Basso Bo McCormick Stéphane Daoudi           | Ferrari F430GT                       | D     | 133   |
| 32     | GT2       | 99 | JMB Racing                         | Paolo Maurizio Basso Bo McCormick Stéphane Daoudi           | Ferrari 4.0 L V8                     | D     | 133   |
| 33     | LMP2      | 20 | Pierre Bruneau                     | Pierre Bruneau Marc Rostan Simon Pullan                     | Pilbeam (en) MP93                    | M     | 125   |
| 33     | LMP2      | 20 | Pierre Bruneau                     | Pierre Bruneau Marc Rostan Simon Pullan                     | Judd XV675 3.4 L V8                  | M     | 125   |
| 34 Abd | GT2       | 85 | Spyker Squadron                    | Peter Kox Jaroslav Janiš                                    | Spyker C8 Spyder GT2-R               | D     | 125   |
| 34 Abd | GT2       | 85 | Spyker Squadron                    | Peter Kox Jaroslav Janiš                                    | Audi 3.8 L V8                        | D     | 125   |
| 35 Abd | LMP1      | 19 | Chamberlain-Synergy Motorsport     | Gareth Evans Bob Berridge Peter Owen                        | Lola B06/10                          | M     | 123   |
| 35 Abd | LMP1      | 19 | Chamberlain-Synergy Motorsport     | Gareth Evans Bob Berridge Peter Owen                        | AER P32T 3.6 L Turbo V8              | M     | 123   |
| 36 Abd | GT2       | 88 | Team Felbermayr-Proton             | Horst Felbermayr Jr. Christian Ried Thomas Grüber           | Porsche 997 GT3-RSR                  | D     | 94    |
| 36 Abd | GT2       | 88 | Team Felbermayr-Proton             | Horst Felbermayr Jr. Christian Ried Thomas Grüber           | Porsche 3.8 L Flat-6                 | D     | 94    |
| 37 Abd | LMP2      | 40 | Quifel ASM Team                    | Miguel Amaral Miguel Ángel de Castro Ángel Burgueño (en)    | Lola B05/40                          | D     | 90    |
| 37 Abd | LMP2      | 40 | Quifel ASM Team                    | Miguel Amaral Miguel Ángel de Castro Ángel Burgueño (en)    | AER P07 2.0 L Turbo I4               | D     | 90    |
| 38 Abd | LMP1      | 3  | Scuderia Lavaggi                   | Giovanni Lavaggi Marcello Puglisi                           | Lavaggi LS1                          | D     | 57    |
| 38 Abd | LMP1      | 3  | Scuderia Lavaggi                   | Giovanni Lavaggi Marcello Puglisi                           | Ford (PME) 6.0 L V8                  | D     | 57    |
| 39 Abd | GT1       | 55 | Team Oreca                         | Stéphane Ortelli Soheil Ayari                               | Saleen S7-R                          | M     | 52    |
| 39 Abd | GT1       | 55 | Team Oreca                         | Stéphane Ortelli Soheil Ayari                               | Ford 7.0 L V8                        | M     | 52    |
| 40 Abd | LMP2      | 45 | Embassy Racing (en)                | Warren Hughes Neil Cunningham                               | Radical SR9                          | D     | 49    |
| 40 Abd | LMP2      | 45 | Embassy Racing (en)                | Warren Hughes Neil Cunningham                               | Judd XV675 3.4 L V8                  | D     | 49    |
| 41 Abd | GT2       | 95 | James Watt Automotive              | Paul Daniels Dave Cox Joël Camathias                        | Porsche 997 GT3-RSR                  | D     | 45    |
| 41 Abd | GT2       | 95 | James Watt Automotive              | Paul Daniels Dave Cox Joël Camathias                        | Porsche 3.8 L Flat-6                 | D     | 45    |
| 42 Abd | GT2       | 82 | Team LNT                           | Richard Dean Lucas Lasserre                                 | Panoz Esperante GT-LM                | P     | 38    |
| 42 Abd | GT2       | 82 | Team LNT                           | Richard Dean Lucas Lasserre                                 | Ford (Élan) 5.0 L V8                 | P     | 38    |
| 43 Abd | GT2       | 89 | Markland Racing                    | Henrik Møller Sørensen Kurt Thiim Thorkild Thyrring         | Chevrolet Corvette Z06               | D     | 29    |
| 43 Abd | GT2       | 89 | Markland Racing                    | Henrik Møller Sørensen Kurt Thiim Thorkild Thyrring         | Chevrolet LS7 7.0 L V8               | D     | 29    |
| 44 Abd | GT2       | 98 | Ice Pol Racing Team                | Yves Lambert Christian Lefort Frédéric Bouvy                | Ferrari F430GT                       | P     | 25    |
| 44 Abd | GT2       | 98 | Ice Pol Racing Team                | Yves Lambert Christian Lefort Frédéric Bouvy                | Ferrari 4.0 L V8                     | P     | 25    |
| 45 Abd | GT1       | 51 | Aston Martin Racing Larbre         | Gregory Franchi Steve Zacchia Gregor Fisken                 | Aston Martin DBR9                    | M     | 17    |
| 45 Abd | GT1       | 51 | Aston Martin Racing Larbre         | Gregory Franchi Steve Zacchia Gregor Fisken                 | Aston Martin 6.0L V12                | M     | 17    |
| 46 Abd | LMP2      | 21 | Team Bruichladdich Radical         | Tim Greaves Stuart Moseley                                  | Radical SR9                          | D     | 3     |
| 46 Abd | LMP2      | 21 | Team Bruichladdich Radical         | Tim Greaves Stuart Moseley                                  | AER P07 2.0 L Turbo I4               | D     | 3     |
| DNS    | LMP2      | 32 | Barazi-Epsilon                     | Juan Barazi Michael Vergers Karim Ojjeh                     | Zytek 07S/2                          | M     | -     |
| DNS    | LMP2      | 32 | Barazi-Epsilon                     | Juan Barazi Michael Vergers Karim Ojjeh                     | Zytek ZG348 3.4 L V8                 | M     | -     |